# Военное положение на Украине
Военное положение на Украине — особый правовой режим, который вводится по всей стране или в отдельных её местностях в условиях вооружённой агрессии или угрозы вооружённого нападения, возникновения опасности для государственной независимости, суверенитета, территориальной целостности и неприкосновенности территории Украины. Оно вводится президентом Украины по предложению Совета национальной безопасности и обороны Украины и утверждается Верховной Радой Украины.
26 ноября 2018 года, в ответ на инцидент в Керченском проливе, указом президента Украины утверждённым Верховной Радой Украины, военное положение введено в 10 областях и территориальном море Украины с 14:00 по местному времени «с целью усиления обороны Украины на фоне растущей агрессивности со стороны России». Первоначально был объявлен срок действия военного положения в 60 суток, но затем он был сокращён до 30 суток. Таким образом, введение военного положения не должно юридически повлиять на предстоящие выборы президента Украины, намеченные на 31 марта 2019 года. В телевизионном обращении к нации Пётр Порошенко также заявил, что «военное положение не означает объявления войны».
24 февраля 2022 года в связи с вторжением России на Украине было вновь введено военное положение.

## Введение и отмена
Правовой основой для введения военного положения на Украине является Конституция Украины, закон Украины «О правовом режиме военного положения» и указ президента Украины о введении военного положения, утверждённый Верховной Радой Украины. Статья 106, п. 20 Конституции наделяет Президента Украины полномочиями вводить военное положение «в Украине или в отдельных её местностях в случае угрозы нападения, опасности для государственной независимости Украины». С соответствующей инициативой, согласно закону о правовом режиме военного положения (ст. 5 п. 1), обращается Совет национальной безопасности и обороны Украины; в случае принятия решения о необходимости введения военного положения президент издаёт соответствующий указ и незамедлительно обращается в Верховную Раду по вопросу его утверждения, одновременно внося соответствующий законопроект (ст. 5 п. 2 закона). В соответствии со ст. 85 п. 31 Конституции Украины, Верховная Рада Украины утверждает указ президента о введении военного положения «в течение двух дней с момента обращения».
Утверждённый указ подлежит немедленному объявлению в средствах массовой информации «или обнародованию иным способом». Он публикуется одновременно с законом о его утверждении и вступает в силу в день вступления в силу закона.
Военное положение прекращается по окончании срока, на который оно было введено. До окончания срока и при условии устранения угрозы нападения или опасности, угрожающей государственной независимости Украины, её территориальной целостности, президент может издать указ об отмене военного положения на всей территории Украины или в её отдельных местностях, о чём должно быть немедленно объявлено в средствах массовой информации.

## Военное положение 2018 года

### Предпосылки
Необходимость введения военного положения на Украине обсуждалась с момента начала (февраль 2014 года) событий, приведших к аннексии Крыма Россией и — несколько позже — к началу вооружённого конфликта на востоке Украины в 2014 году. 25 ноября 2018 года произошёл инцидент в Керченском проливе, в результате которого Береговой охраной Пограничной службы ФСБ России были задержаны три судна ВМС Украины и личный состав, находившийся на их борту. Официальный Киев назвал задержание судов актом агрессии. Впоследствии СНБО Украины в своём решении от 26 ноября 2018 года констатировал, что действия Российской Федерации против кораблей ВМС Вооружённых Сил Украины подпадают под пункты «c» и «d» ст. 3 Резолюции 3314 (XXIX) «Определение агрессии», принятой Генеральной Ассамблеей ООН 14 декабря 1974 года, а именно:
- блокада портов или берегов государства вооруженными силами другого государства[10];
- нападение вооруженными силами государства на сухопутные, морские или воздушные силы, или морские и воздушные флоты другого государства[10].

По сообщениям МИД Украины, группа военных катеров, в соответствии с международным правом, проинформировала российскую сторону о перемещении военных катеров в акваторию Азовского моря через Керченский пролив, но в результате суда ВМС Украины подверглись атаке и захвату, в плену оказались 24 военнослужащих, причем от трёх до шести из них получили ранения.
26 декабря военное положение было снято, в 14:00 по местному времени (15:00 мск). С момента отмены военного положения начинают действовать прежние правила пропуска граждан России через украинскую границу: им надо иметь биометрические паспорта, пройти дактилоскопирование на пограничном пункте и объяснить причину посещение страны. Возрастные ограничения для мужчин (от 16 до 60 лет) снимаются. Всего за 30 дней военного положения украинские пограничники не пропустили в страну 1,5 тыс. россиян.

### Условия действия
Указ Петра Порошенко, который был первоначально подготовлен на основе рекомендаций («Решения») Совета национальной безопасности и обороны страны, но в ходе рассмотрения парламентом претерпел значительные изменения, предусматривает, в частности, следующие меры:
- Согласно окончательному тексту указа, утверждённому Верховной Радой Украины, военное положение на Украине вводится на 30 суток — с 14:00 по киевскому времени 26 ноября 2018 года до 14:00 26 декабря 2018 года.
- Указ допускает приостановку действия на территориях, где введён режим военного положения, ст.ст. 30—34 (право на неприкосновенность жилья, тайну телефонных переговоров и корреспонденции, невмешательство в личную и семейную жизнь, свободу передвижения и выбор места жительства, свободу слова и использования информации), 38 (право избирать и быть избранным и право на референдум), 39 (право на свободу собраний), 41—44 (право на собственность, предпринимательскую деятельность, свободный труд и забастовку) и ст. 53 (право на образование) Конституции. Однако поскольку официальная президентская предвыборная кампания стартует на Украине только 31 декабря 2018 года, — решение об отсрочке выборов президента Украины в 2019 году может быть принято только в том случае, если президент внесёт в Верховную Раду предложение о продлении срока действия указа и национальный парламент это предложение одобрит.
- Военное командование (Генштаб Вооружённых Сил Украины, командование видов ВС Украины, командование объединений, соединений и частей ВС), Госпогранслужба, Государственная специальная служба транспорта, Государственная служба специальной связи и защиты информации Украины, Служба безопасности Украины, Служба внешней разведки Украины, Управление государственной охраны Украины) и МВД Украины при содействии гражданских властей должны принять меры по «обеспечению обороны Украины, защите безопасности населения и интересов государства».
- Формирования Государственной службы Украины по чрезвычайным ситуациям приводятся в полную готовность;
- Областным и киевской городской государственным администрациям и органам местного самоуправления предписывается создать местные советы обороны и наладить взаимодействие с военным командованием.
- Кабинету министров Украины поручено организовать материально-техническое и финансовое обеспечение Вооружённых Сил Украины и иных воинских формирований страны для «эффективного выполнения возложенных на них задач в „особый период“».
- МИДу Украины поручено информировать мировое сообщество о принятых мерах и разъяснить причины применения этих мер.

Верховная Рада Украины утвердила введение военного положения сроком на 30 суток на части территории Украины, а именно в Винницкой, Донецкой, Запорожской, Луганской, Николаевской, Одесской, Сумской, Харьковской, Херсонской и Черниговской областях, а также во внутренних водах Украины в Азово-Керченской акватории. При этом в тексте указа не упоминаются Автономная Республика Крым и город Севастополь, которые украинское правительство официально считает оккупированными Российской Федерацией регионами Украины; по словам постоянного представителя президента Украины в АРК Бориса Бабина, это связано с тем, что «мы не контролируем полуостров, там нет нашей власти, мы не можем вводить там какие-то правовые режимы, кроме введённых законом об оккупации». Вследствие введения военного положения движение всех видов транспорта на Украину и через Украину с территории Российской Федерации (включая спорную территорию Крыма) и Приднестровской Молдавской Республики будет ограничено, а у жителей и путешествующих в десяти областях, где действует военное положение, будут проверяться удостоверяющие личность документы.

### Последствия
Курс гривны относительно доллара США и евро 26 ноября на наличном рынке резко упал на фоне новостей о введении военного положения.
Однако, к концу декабря доллар ослабил свои позиции до 27,43 грн. за доллар.
Глава Государственной пограничной службы Украины Пётр Цигикал заявил, что пограничники переведены на 1-й уровень боеготовности, государственная граница Украины охраняется по усиленному режиму, пограничные наряды на границе с Россией и административной границе (Россия считает её государственной границей) с Крымом усилены. Запрещён въезд на Украину граждан Российской Федерации мужского пола в возрасте от 16 до 60 лет, исключения будут сделаны для «гуманитарных случаев».

## Военное положение 2022 года
Ночью 24 февраля 2022 года, после обращения Владимира Путина к своим согражданам, Россия начала полномасштабное вторжение на Украину. Российские регулярные войска атаковали границы в областях, граничащих с РФ и Беларусью. В ответ на Украине с 05:30 24 февраля указом президента было введено военное положение. Ратификацию указа президента, необходимую согласно Конституции, поддержало 300 народных депутатов.